# Історія Туреччини
Історія Туреччини — розуміється як історія регіону, який зараз утворює територію Турецької Республіки, включає історію як Анатолії (азіатська частина Туреччини), так і Східної Фракії (європейська частина Туреччини). Ці два раніше політично відмінні регіони потрапили під контроль Римської імперії у другому столітті до нашої ери, зрештою ставши ядром Римської Візантійської імперії. Для часів, що передували османському періоду, слід також розрізняти історію тюркських народів та історію територій, які зараз утворюють Турецьку Республіку. З часу, коли частини території, що зараз є Туреччиною, були завойована династією Сельджуків, історія Туреччини охоплює середньовічну історію Імперії Сельджуків, історію Османської імперії від середньовіччя до сучасності та історію Турецької Республіки з 1920-х років.

## Доісторичний період
Поселення людей в Анатолії сягає палеоліту. Найдавнішими уявленнями про культуру в Анатолії були артефакти кам’яного віку. Артефакти епохи палеоліту були знайдені розкиданими по всій Анатолії, і багато з них зараз зберігаються в Музеї анатолійських цивілізацій в Анкарі, в Археологічному музеї в Анталії та в інших турецьких установах.
Гебеклі-Тепе — це місце найдавнішої з відомих рукотворних споруд, храму, датованого приблизно 10 000 роком до н. е. Це найбільше і найкраще збережене місце неоліту, знайдене на сьогоднішній день. Невали-Чорі було поселенням раннього неоліту на середньому Євфраті, в Шанлиурфі. Статуя людини Урфи датована бл. 9000 р. до н.е., до періоду догончарного неоліту, і визначається як «найдавніша відома натуралістична скульптура людини в натуральну величину». Вважається одночасним з Гебеклі-Тепе. Заселення Трої почалося в епоху неоліту і тривало в залізній добі.

## Давня історія
Основна територія Туреччини (Анатолія) була колискою багатьох давніх цивілізацій. Поява перших міст датується тут 13 тис. р. до н. е.
З  початку  3  тис.  до  н.е.  виникають   перші  міста-держави  на   території   сучасної   Туреччини,  зокрема   такі  як   Троя,  що   відносилась  до   західноанатолійської культури  та  інші.  Народ   хатті   створив   свою   державу  в  басейні  р.Кизил-Ірмак,   яку   на   початку  2  тис. до  н.е.   завоювали   індоєвропейські   хетто-лувійські  племена.
На території Анатолії знаходилась держава хеттів, згодом тут виникли грецькі міста. Після цього Анатолія перебувала у складі Перського царства, держави Олександра Македонського, Держави Селевкідів.

## Елліністичний період
У цей  період  утворились  такі  держави  як  Пергам,  Віфінія,  Галатія, Каппадокія,  Коммагена, Понт.

## Римський період
У  2 -му ст. до  н.е. - 4  ст. н.е.  територія  Туреччини  була  в  складі  Римської держави.  У  1 ст.  тут   активно  почало  розповсюджуватись  християнство,  одним  з  головних  його  проповідників  виступав  Апостол Павло.

## Візантійський період
У  330  році  столиця   Римської  імперії  була  перенесена  з  м.Рим  у  м.Константинополь.  У  395 році  імперія  розділилась  на  Західну  і  Східну.  Східна  Римська  імперія  отримала  в  істориків   назву  Візантія.

## Поява турків-сельджуків

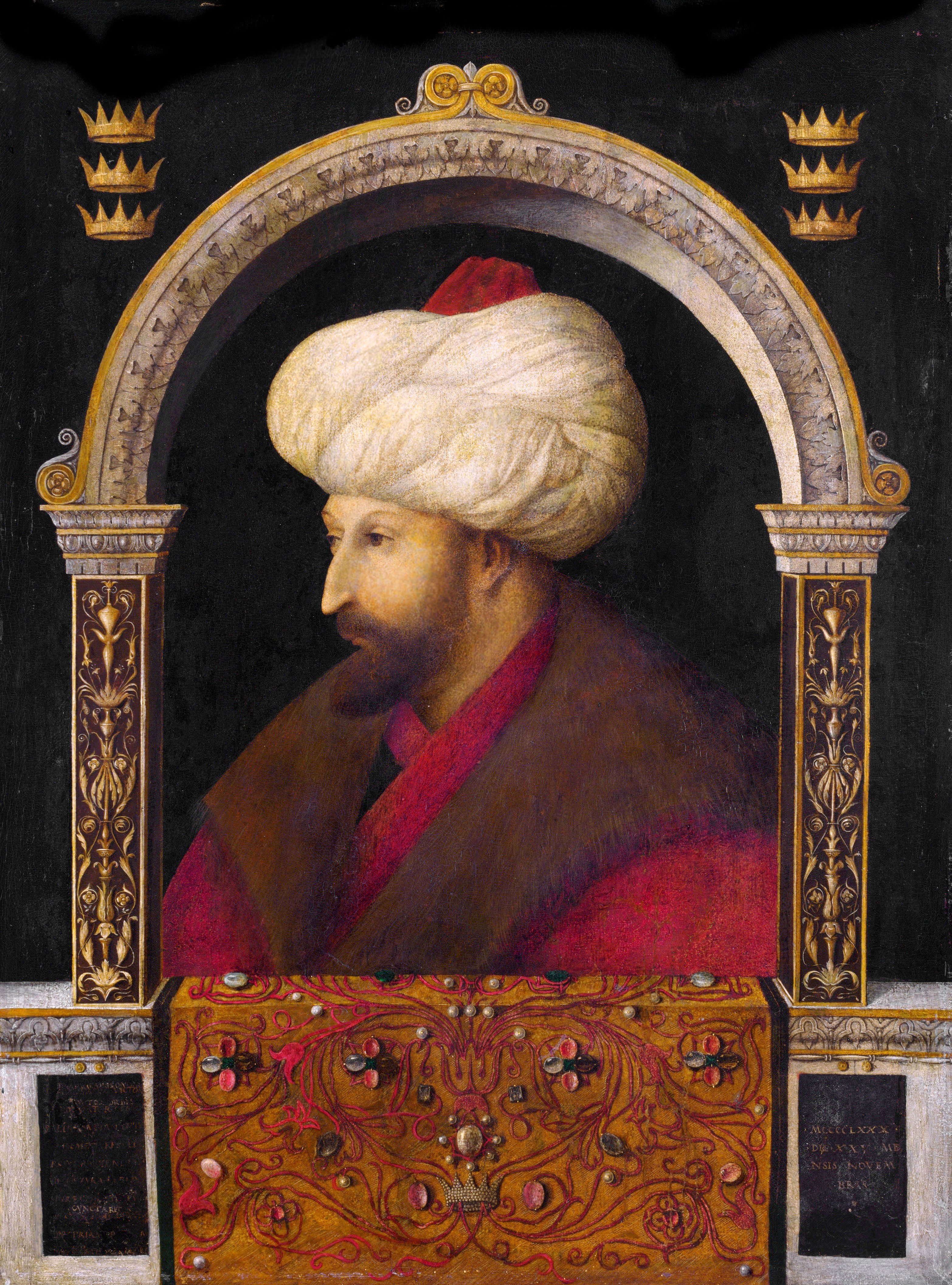
Мехмед II Фатіх, завойовник Константинополя

Засновники Османської імперії належали до підгрупи тюркських племен, які з V ст правили державою кочових народів у Східному Сибіру. Поступово племена тюрків-огузів перекочували в район між півостровом Мангишлак та північною частиною нинішнього Туркменістану, створивши там ядро своєї держави. 
У Х столітті вони підкорили нинішню територію Туркменістану, де асимілювавши нащадків дахо-масагетських племен, хорасанців та інших, започаткували етногенез туркменського народу, південну частину нинішнього Узбекистану, частину південного Казахстану. Але огузам і цієї території було замало, і на початку ХІ ст. вони, перейшовши хребет Копетдаг та р. Амудар'ю, поступово завоювали Іран та Афганістан.
Вони також наймалися солдатами до багдадського халіфа, але побачивши, що халіфат занепадає, під проводом султана Сельджука завоювали і його, захопивши 1055 року місто Багдад. Приблизно в той же час огузи завоювали й землі в нижній течії та гирлі Кури, де змішавшись з жителями Кавказької Албанії та деякими іраномовними племенами, заклали підвалини поступового виникнення азербайджанської народності. 
Завоювавши південно-східну Вірменію, тюрки-сельджуки вийшли безпосередньо на кордон з Візантією і почалися локальні сутички. Генеральна ж битва сталася 1071 року, коли султан Алп-Арслан (Хоробрий Лев) завдав страшної поразки візантійському імператорові Роману IV Діогену, захопивши його в полон. Протягом наступних 15 років сельджуки захопили більше 9/10 території Малої Азії. В Візантії там залишилися лише вузенькі прибережні смужки. Сельджуки не звертали на них уваги лише тому, що степові плато внутрішньої Анатолії придатніші для кочового скотарства, ніж приморські рівнини. За допомогою учасників І Хрестового походу Візантія відвоювала в сельджуків Західну та Центральну Анатолію, але втримати не зуміла.
Деяка частина сельджуків  стала переходити до напівосілого способу життя, зміцнюється держава, і султан Данішменд в 70-80 р.р. ХІІ ст. відвоювавши Східну та більшу частину Західної Анатолії, створив сильну, динамічну державу зі столицею в м. Конья (грецький Іконіум). Почався стрімкий розвиток ремесел, торгівлі, будівництва, активно відроджувалися занедбані грецькі та візантійські міста, правда, вже на новій, мусульманській основі, бо сельджуки ще з Х ст. стали переходити в іслам. Але «золота доба» держави Сельджукідів була недовго — в середині ХІІІ ст. її завойовує орда онука Чингісхана — Хулагу-хана.

## 20 століття

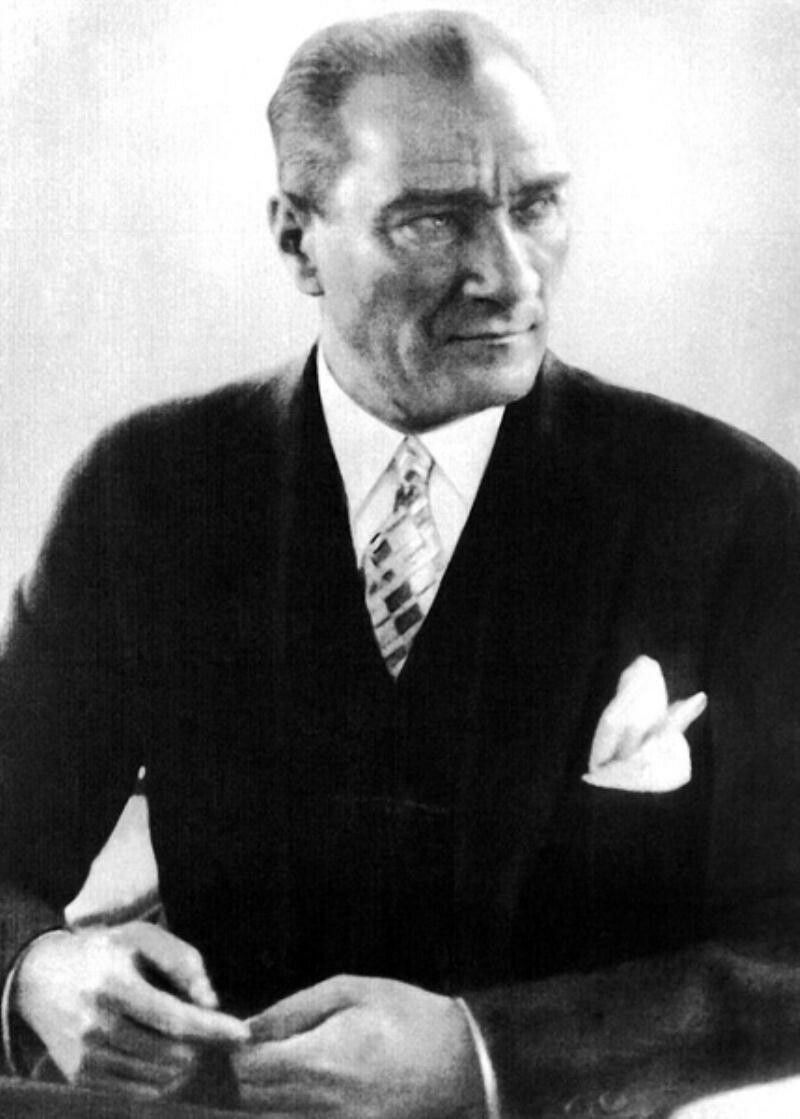
Кемаль Ататюрк, засновник і перший президент Турецької Республіки

Туреччина стала незалежною республікою у 1922 після краху Османської імперії внаслідок Першої світової війни (див. Війна за незалежність Туреччини). Мустафа Кемаль Ататюрк, голова турецького уряду у 1923—1938, здійснив радикальні реформи у країні з метою її європеїзації та модернізації.
Перші вільні вибори в Туреччині були проведені в 1950; Аднан Мендерес став прем'єр-міністром, але був страчений після військового перевороту 1960.
У 1961 році армія передала владу новому парламенту, проте в 60-ті роки жодна партія не змогла домогтися домінування в парламентському полі, підсумком чого стало постійне створення правлячих коаліцій. Унаслідок глибоких відмінностей між партіями такі коаліції були вкрай нестабільні і постійно розпадалися, наслідком чого була сильна політична турбулентність.
До 1982, поки не була прийнята нова конституція, армія контролювала всі сфери державного життя, жорстоко придушуючи будь-яку політичну діяльність, що викликало міжнародну критику. У 1983, коли Тургут Озал став прем'єр-міністром, заборона на політичну діяльність була знята. Озал був обраний президентом у 1989, у тому ж році Туреччині було відмовлено в членстві в ЄС. Озал помер у 1993, його місце зайняв Сулейман Демірель. У 1991 Туреччина виступила на стороні коаліції ООН проти Іраку у війні в Перській затоці.

## 21 століття
З 2000 по 2007 рік Президентом Туреччини був Ахмет Недждет Сезер, у 2007—2014 роках — Абдулла Гюль. На президентських виборах 2014 року переміг Реджеп Таїп Ердоган, 2018 року він знову був обраний Президентом на дострокових виборах в Туреччині. 
6 лютого 2023 року в Малій Азії стався найбільший землетрус з 30-х років минулого століття. Наразі в Туреччині загинуло близько 1000 осіб. Землетрус також відчувався у Сирії, Ірані, окремі поштовхи були також відчутні в Ізраїлі.
Конфлікт з курдською меншиною є зараз однією із найважливіших проблем Туреччини.
29 жовтня 2023 року, з нагоди святкування 100-річчя Турецької Республіки, в Туреччині пройшов найбільший в історії країни парад військового флоту та авіації. У параді взяли участь 100 кораблів військово-морського флоту Туреччини, які пройшли через протоку Босфор.